# Federico Ruzza
Federico Ruzza (Padova, 4 agosto 1994) è un rugbista a 15 italiano, attivo nel ruolo di seconda linea del Benetton.

## Biografia
Ruzza iniziò a giocare a rugby all'età di 6 anni militando insieme a sua sorella maggiore Valentina nel CUS Padova fino ai sedici.
Fu poi all'Accademia nazionale FIR “Ivan Francescato” tramite il Valsugana e in tale periodo disputò il Sei Nazioni di categoria e il campionato mondiale giovanile in Nuova Zelanda con l'Italia under 20, seguite da una breve esperienza in nazionale a 7 durante le Sevens Grand Prix Series del 2014.
Nel 2014-15 esordì nella categoria senior disputando una stagione in Eccellenza con Viadana, registrando 17 presenze e 4 mete; lo stesso anno fu permit player per le Zebre con cui collezionò due presenze in Pro12 nei mesi di febbraio e marzo, e, una volta terminata la stagione, si trasferì definitivamente alla stessa franchigia. Nell'estate 2015 venne convocato nell'Italia Emergenti impegnata in Tbilisi Cup, disputando tutti e tre gli incontri in programma; mentre, nel 2017, il tecnico della nazionale maggiore Conor O'Shea lo convocò nel corso del Sei Nazioni, facendolo debuttare il 18 marzo nell'ultima partita contro la Scozia.
A partire dalla stagione 2017-18 milita al Benetton, e ha preso parte, a livello internazionale, alla Coppa del Mondo 2019 in Giappone  con l'Italia.

## Palmarès
- Pro14 Rainbow Cup: 1
Benetton Treviso: 2020-21